# قاسم أبوزيد
قاسم أبوزيد من ابرز الشعراء السودانيين من مواليد الولاية الشمالية مدينة مروى 1959م، تلقى تعليمه العام بمدينة الدامر بولاية نهر النيل ( 1965-1978م).
مسقط الراس قرية الدبيبة مركز مروي

## تعليمه
حاصل على بكالريوس المعهد العالى للموسيقى والمسرح بالخرطوم - تمثيل واخراج 1982م و دبلوم فوق الجامعى ( تاريخ فنون) – جامعة السودان للعلوم والتكنولوجيا – كلية الفنون الجميلة- قسم الدراسات الإنسانية عمل معلماً بالمرحلة الثانوية- معاهد التربية – كلية معلمات الدامر- معهد تدريب معلمات المرحلة المتوسطة عطبرة- ام درمان.

### مساهماته
عمل كمخرج مسرحى وقدم العديد من المسرحيات ومخرج تلفزيونى متعاون بقسم الدراما بالهيئة القومية لتلفزيون السودان، عضو مؤسس لجماعة السديم المسرحية، له اسهامات في مجال الكتابة الدرامية والبرامجية بالاذاعة السودانية، له مجموعة مسرحيات قصيرة معدة للنشر بعنوان ( خمس لوحات على جدار الواقع)، ومجموعة شعرية معدة للنشر بعنوان ( الهوامش)، يعمل استاذاً بكلية التربية جامعة الخرطوم- قسم الوسائل والمناشط. 
له عدد كبير من القصائد التي تضمها مكتبة الاغنية السودانية وتغنى له العديد من الفنانين السودانين ابرزهم مصطفى سيداحمد

#### أشعاره
«ضليت، عباد الشمس، نشوة ريد، سافر، قولي الكلمة، يا مزماري غني، القاك وين ؟، أدفقي، درع الاميرة، علميني الإحتمال وكثير من الاغنيات السودانية »